# Ingen Mælk
Ingen Mælk er en dansk dokumentarfilm fra 1955.

## Handling
Landbrugskonflikt i København.